# Gare de Vesoul
Gare de Vesoul vasútállomás Franciaországban, Vesoul településen.

## Vasútvonalak
Az állomást az alábbi vasútvonalak érintik:
- Párizs–Mulhouse-vasútvonal

## Kapcsolódó állomások
A vasútállomáshoz az alábbi állomások vannak a legközelebb:
- Gare de Culmont - Chalindrey
- Gare de Lure
- Gare de Dijon-Ville